# Eyk Pokorny
Eyk Pokorny (Berlín, 22 de novembre de 1969) va ser un ciclista alemany especialista en la pista. Guanyador de cinc medalles als Campionats del Món de Ciclisme en pista, una d'elles d'or en Tàndem fent parella amb Emanuel Raasch.

## Palmarès
- 1987
  -  Campió del món júnior en Velocitat
- 1991
  -  Campió del món en Tàndem (amb Emanuel Raasch)
  -  Campió d'Alemanya en Tàndem (amb Emanuel Raasch)
- 1992
  -  Campió d'Alemanya en Tàndem (amb Emanuel Raasch)
- 1995
  -  Campió d'Europa en Òmnium Sprint
- 1997
  -  Campió d'Europa en Òmnium Sprint
  -  Campió d'Europa sub-23 en Velocitat per equips (amb Jens Fiedler i Stefan Nimke)
  -  Campió d'Alemanya en velocitat
  -  Campió d'Alemanya en velocitat per equips
- 1999
  -  Campió d'Alemanya en velocitat per equips
- 2001
  -  Campió d'Alemanya en velocitat per equips

### Resultats a laCopa del Món
- 1998
  - 1r a Berlín, en Velocitat per equips
- 1999
  - 1r a València, en Velocitat per equips
- 2000
  - 1r a Ciutat de Mèxic, en Velocitat